# Linje 3 (Pekings tunnelbana)
Linje 3 (北京地铁3号线; Běijīng dìtiě sānhào xiàn) är en framtida planerad linje i Pekings tunnelbana. Linje 3 kommer att trafikera genom centrala Peking i öst-västlig riktning.
Första fasen kommer att vara i trafik 2020 och vara 22 km lång och passera 15 stationer från Dongsi Shitiao i Dongchengdistriktet och öster ut till Caogezhuangbei i Chaoyangdistriktet. Byggnationen av linje 3 kommer att påbörjas under 2016.
Vid färdigställandet av den kompletta linjen 2021 kommer linje 3 att bli 37,4 km lång med totalt 27 stationer.

## Lista över stationer
Från väster mot öster:
- ?  Dongsi Shitiao (东四十条) (byte till      Linje 2)
- ?  Workers Stadium (工人体育场) (byte till  ?  Linje 17)
- ?  Tuanjiehu (团结湖) (byte till      Linje 10)
- ?  Chaoyang Park (朝阳公园) (byte till      Linje 14)
- ?  Shifoying (石佛营)
- ?  Xinghuo Railway Station (byte till  ?  Beijing-Shenyang HSR)
- ?  Chaoyang Sports Centre (体育中心)
- ?  Pingfancun (Pingfang Village) (平房村)
- ?  Dongbazhongjie (Dongba Middle Street) (东坝中街)
- ?  Dongfeng (东风) (byte till  ?  Linje 12)
- ?  Guanzhuangluxikou (官庄路西口) (byte till  ?  Linje 12)
- ?  Louzizhuangqiaoxi (楼梓庄桥西)
- ?  Louzizhuang (楼梓庄)
- ?  Gaoxinzhuang (高辛庄)
- ?  Caogezhuangbei (曹各庄北)